# الرحلة الكبرى (فلم)
الرحلة الكبرى فيلم سينيمائي مغربي للمخرج إسماعيل فروخي, من بطولة المغربي محمد مجد والممثل الفرنسي الشاب ذو الأصل الجزائري نيكولا كازالي. الفيلم حائز على جائزة أسد المستقبل بمهرجان البندقية السينمائي, ويحكي قصة أب مغربي مقيم بفرنسا يقرر أن يصطحب معه في رحلة إلى الحج ابنه المزداد هناك والمتشبع بالثقافة الغربية بعيدا عن تقاليد أجداده الإسلامية بالبلد الأصل المغرب. ليبين لنا الفيلم في أحداثه العلاقة المتباعدة بين الأب وإبنه في البداية، ومحاولة توطيد العلاقة بينهما وتعريف الابن على دينه الإسلامي طيلة الطريق نحو الحج عبر أوروبا والبلقان, سوريا فالأردن وصولا إلى السعودية. الفيلم الذي تبلغ ميزانيته قرابة المليون يورو والذي شارك في مجموعة من المهرجانات العربية والدولية، حاول نزع الغطاء عن قضية التباعد الفكري بين جيلين من أجيال المهاجرين المغاربة بأوروبا كقضية مغربية أولا وعالمية كون الهوة الكبيرة التي تفصل بين الآباء وأبنائهم تعثبر مشكلا دوليا. الفيلم أكد أيضا تشبت المهاجرين المغاربة بديانتهم الإسلامية وأركانها وأعطى مثال بحج البطلين نحو مكة المكرمة. كما حاول تعريف الرأي العام بالعديد من المجتمعات عبر الدول التي مروا عليها في الطريق إلى الحج, كالبلقانو حروب التطهير العرقي ثم الشرق الأوسط المتوتر. الفيلم حاول أيضا معالجة مشكل تأثر الشبان المغاربة بتقاليد المهجر ومحاولة تقريبهم أكثر لدينهم الإسلامي الذي أصبح منبوذا في الدول الأوروبية.
و قد عاني المخرج إسماعيل فروخي وباقي الطاقم من مشاكل عديدة قبل إخراج الفيلم للوجود، فقد قام إسماعيل بكتابة السيناريو سنة 1998 لكنه وجد بصعوبة بعد 5 سنوات منتجا فرنسيا أنيون بيكترز منحه الفرصة لإخراج الفيلم، قبل أن يقدم المنتج على الانتحار. رغم هذا واصل الطاقم محاولاته وعاني من صعوبات جمة لتصوير الفيلم بدون رخصة في أماكن تعيش حروب أهلية ضارية كصربيا وبلغاريا. لكن المجهودات لم تذهب سدى ونال الفيلم التقدير الكافي وكرم في عدة مهرجانات سينمائية محلية ودولية.

## وصلات خارجية
- مقالات تستعمل روابط فنية بلا صلة مع ويكي بيانات